# Cauley Woodrow
Cauley Martin Woodrow (Hemel Hempstead, 2 december 1994) is een Engels voetballer die bij voorkeur als aanvaller speelt. Hij verruilde in 2011 Luton Town voor Fulham.

## Clubcarrière
Woodrow speelde in de jeugd voor Tottenham Hotspur, Buckhurst Hill en Luton Town. In maart 2011 tekende hij voor Fulham. Op 2 september 2013 werd hij uitgeleend aan Southend United, dat in de League Two actief is. Daar scoorde hij twee doelpunten uit 19 competitieduels. Op 29 januari 2014 werd hij teruggehaald door Fulham. Op 8 maart 2014 debuteerde hij voor Fulham in de Premier League in het Cardiff City Stadium tegen Cardiff City. Fulham verloor met 3-1 en Woodrow werd na 76 minuten naar de kant gehaald voor Darren Bent. Desondanks mocht hij een week later opnieuw in de basiself starten tegen Newcastle United. Hij bleef de volledige wedstrijd staan en zag zijn team met het kleinste verschil winnen dankzij een doelpunt van Ashkan Dejagah.
1 Shea ·
2 Walters ·
3 Bell ·
4 Lockyer  ·
5 Andersen ·
6 McGuinness ·
7 Moses ·
8 Krauß ·
9 Morris ·
10 Woodrow ·
11 Adebayo ·
13 Nakamba ·
14 Chong ·
15 Mengi ·
16 Burke ·
17 Mpanzu ·
18 Clark ·
19 Brown ·
20 Walsh ·
23 Krul ·
24 Kaminski ·
25 Taylor ·
26 Baptiste ·
27 Hashioka ·
29 Holmes ·
45 Doughty ·
Coach: Edwards